# Stephen Makinwa
Stephen Ayodele Makinwa (ur. 26 lipca 1983 w Lagos) – nigeryjski piłkarz grający na pozycji napastnika.

## Kariera klubowa
Makinwa swoją karierę piłkarską zaczynał w małym klubie FC Ebedei. W 2000 roku talent 17-letniego piłkarza został odkryty przez scoutów Reggiany i zawodnik trafił do tego klubu. Na samym początku swojej kariery z Włochami został wypożyczony jednak do grającego w Serie D, Conegliano Calcio i w sezonie zdobył 2 gole. W 2001 roku Makinwa znów został wypożyczony, tym razem do Como Calcio z Serie B. Drużyna wykupiła także 50% praw do zawodnika, ale Nigeryjczyk przez cały sezon ani razu nie zagrał w Como. Wrócił do Reggiany na sezon 2002/2003 i w Serie C1 pokazał się z niezłej strony strzelając 6 goli w lidze. W 2003 roku Como wykupiło pozostałe 50% praw zawodnika i Makinwa powrócił do tego zespołu, grając w nim w rundzie jesiennej sezonu 2003/2004. Został sprzedany do drużyny Genoa CFC i w styczniu 2005 wypożyczony do jednego ze słabszych klubów Serie A, Modena FC. Zaliczył tam debiut w ekstraklasie włoskiej, 17 stycznia w zremisowanym 1:1 meczu z S.S. Lazio. Spisał się tam jednak słabiej niż w poprzednich klubach i strzelił tylko 1 gola w lidze (w drugim swoim meczu, 25 stycznia w zremisowanym 1:1 meczu z Interem Mediolan). Z Modeną spadł jednak do Serie B zajmując z nią 16. miejsce.
Sezon 2004/2005 Makinwa rozpoczął w zespole Genoi, dla której w rundzie jesiennej zdobył 6 goli. W styczniu 2005 podczas zimowego okna transferowego został sprzedany do ostatniej drużyny Serie A, Atalanty BC. Pomimo że drużyna do końca walczyła o utrzymanie i spadając z ligi, to Makinwa zdobył uznanie w oczach ludzi związanych z calcio i spisywał się przyzwoicie. Zdobył 6 goli w 17 meczach, wszystkie pomiędzy 24. a 30. kolejką ligową.
Makinwą zainteresowały się kluby z wyższej półki. Nigeryjczyk był bliski przejścia do Interu Mediolan, ale ostatecznie za sumę 7,5 miliona euro trafił do US Palermo. W sycylijskiej drużynie zadebiutował w 1. kolejce, 28 sierpnia w zremisowanym 1:1 wyjazdowym meczu z Parmą, a już tydzień później w wygranym 3:2 meczu z Interem zdobył swojego pierwszego gola w barwach nowej drużyny. W Palermo spisywał się dobrze i zdobył 5 goli w sezonie. W drugiej części sezonu jednak leczył kontuzję i w ciągu całego sezonu grał tylko w 23 meczach. Z Palermo zajął 5. pozycję w lidze (w związku z korupcją w futbolu Palermo „otrzymało” 5. miejsce).
Latem 2006 Lazio wykupiło Nigeryjczyka za 3,3 miliona euro i Makinwa trafił pod skrzydła swojego niedawnego trenera z Atalanty, Delio Rossiego. W Lazio już w debiucie zdobył gola, 10 września w przegranym 1:2 meczu z A.C. Milan, jednak od początku sezonu miał trudności z wywalczeniem miejsca w składzie i na ogół jest rezerwowym dla Tommaso Rocchiego czy Gorana Pandeva. Rundę wiosenną sezonu 2007/2008 Makinwa spędził na wypożyczeniu w Regginie Calcio, a po zakończeniu rozgrywek powrócił do Lazio.
22 stycznia 2009 roku Makinwa został wypożyczony do Chievo Werona. Sezon 2009/2010 spędził w Lazio, jednak zagrał tylko w 2 meczach Serie A. Latem 2010 wypożyczono go do Larisy.

## Kariera reprezentacyjna
W reprezentacji Nigerii Stephen Makinwa zadebiutował 17 listopada 2004 w przegranym 1:2 meczu z RPA i w debiucie uzyskał honorowego gola dla „Super Orłów”.
W 2006 roku Makinwa był członkiem kadry Nigerii na Puchar Narodów Afryki 2006. Najpierw zagrał w grupowym meczu z Senegalem (2:1), a potem w ćwierćfinale z Tunezją (1:1, karne 6:5). W półfinałowym meczu z Wybrzeżem Kości Słoniowej wszedł na boisko w 63. minucie, ale nie pomógł rodakom w uniknięciu porażki 0:1. W meczu o 3. miejsce z Senegalem już nie wystąpił, ale otrzymał brązowy medal.